# 彭元瑞
彭元瑞（1731年—1803年），字掌仍，号芸楣，江西南昌人。
乾隆二十二年（1757年）進士，改庶吉士，散館授編修。歷任禮、兵、工三部尚書、協辦大學士。每次遇見民间水旱疾苦，一定反复具陈，甚至於痛哭。乾隆常笑他：“汝又来为百姓哭矣！”彭元瑞博學強記，善對楹聯，時有令譽。彭元瑞身居紀曉嵐門下的第一把交椅。紀曉嵐為《四庫全書》總纂官時，彭元瑞是十位副總裁之一。乾隆稱其與蔣士銓為“江右兩名士”。
乾隆五十五年十二月，武英殿校录缺出，彭元瑞替女婿饶文震咨送，引起諸生不滿；乾隆五十六年（1789年），彭元瑞之侄彭良馵為子賄買吏員執照，事發，良馵以家有老母求饒，彭元瑞替其容隐。先后被御史初彭龄、张鹏展参奏，遭革职，日後客居怀庆。嘉慶八年卒，贈太子太保，諡文勤。